# Dasychiroides bicolora
Dasychiroides bicolora är en fjärilsart som beskrevs av Bethune-Baker 1904. Dasychiroides bicolora ingår i släktet Dasychiroides och familjen tofsspinnare. Inga underarter finns listade i Catalogue of Life.